# Zabuże (województwo mazowieckie)
Zabuże – wieś sołecka w Polsce, położona w województwie mazowieckim, w powiecie łosickim, w gminie Sarnaki, nad rzeką Bug.
| SIMC    | Nazwa  | Rodzaj      |
| ------- | ------ | ----------- |
| 0991479 | Trojan | osada leśna |
| 0019169 | Zabuże | osada leśna |

W latach 1975–1998 wieś administracyjnie należała do województwa bialskopodlaskiego.
We wsi znajduje się XIX-wieczny dwór, obecnie będący częścią zespołu hotelowego.